# Рокета Танаро
Рокета Танаро (итал. Rocchetta Tanaro) је насеље у Италији у округу Асти, региону Пијемонт.
Према процени из 2011. у насељу је живело 987 становника. Насеље се налази на надморској висини од 107 м.

## Становништво
Према резултатима пописа становништва 2011. у општини је живело 1.437 становника.
| 1931. | 1936. | 1951. | 1961. | 1971. | 1981. | 1991. | 2001. | 2011. |
| ----- | ----- | ----- | ----- | ----- | ----- | ----- | ----- | ----- |
| 2.801 | 2.724 | 2.253 | 1.894 | 1.680 | 1.594 | 1.501 | 1.410 | 1.437 |

## Партнерски градови
- Donnas